# Stecker-Typ K

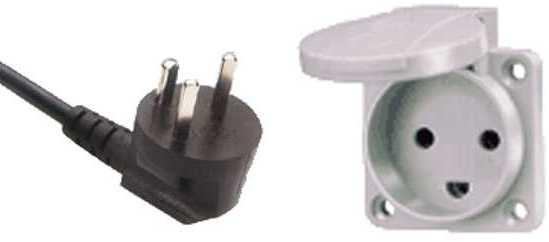
Stecker-Typ K

Der Stecker-Typ K ist ein elektrischer Steckverbinder, der vor allem in Dänemark verbreitet ist.

## Aufbau
Außenleiter, Neutralleiter und Schutzleiter sind als Kontaktstifte des Steckers ausgeführt. Der Kontaktstift für den Schutzkontakt ist zwar kürzer, aber dennoch voreilend, weil er die Schutzkontaktbuchse in der Steckdose des Typs K zuerst erreicht. Der Stecker legt die Polung fest.
Stecker der Typen C (Eurostecker), E und F (Schukostecker) passen mechanisch in eine Steckdose des Typs K. Allerdings wird dabei der Schutzleiter der Typen E und F nicht verbunden, woraus bei einem Körperschluss im Gerät Lebensgefahr entstehen kann. Stecker der Typen E und F dürfen daher nur mit passendem Adapter eingesteckt werden.

## Verbreitung
In folgenden Ländern ist Stecker-Typ K anzutreffen (siehe auch Länderübersicht Steckertypen, Netzspannungen und -frequenzen):
- Bangladesch
- Dänemark
- Grönland
- Färöer
- Guinea
- Madagaskar
- Malediven
- Senegal
- St. Vincent und die Grenadinen

## Normen
- DS 60884-2-D1 Stikpropper og stikkontakter til husholdningsbrug o.l. – Bestemmelser for danske systemer. – Dänische Norm